# Kisnyárád
Kisnyárád is een plaats (község) en gemeente in het Hongaarse comitaat Baranya. Kisnyárád telt 249 inwoners (2001).